# Hans Junkermann (attore)
Hans Junkermann, nato Hans Ferdinand Junkermann (Stoccarda, 24 febbraio 1872 – Berlino, 12 giugno 1943), è stato un attore tedesco.
Usò anche il nome di Hans J. Junkermann.

## Biografia
Hans Junkermann era figlio dell'attore di corte August Junkermann e dell'attrice Rosa LaSeur. Dal 1911 al 1943, girò 187 film.

## Filmografia
- Vater und Sohn, regia di Walter Schmidthässler (1910)
- Mutter und Sohn, regia di Joseph Delmont (1911)
- Wo ist Coletti?, regia di Max Mack (1913)
- L'ombrellino con cigno (Der Schirm mit dem Schwan), regia di Carl Froelich (1916)
- Gelöste Ketten, regia di Rudolf Biebrach (1916)
- Fritzis toller Einfall, regia di Max Mack (1916)
- Keimendes Leben, Teil 1, regia di Georg Jacoby (1918)
- Frühlingsrausch , regia di Ingo Brandt (1919)
- Des Teufels Puppe, regia di Kurt Brenken (1919)
- La principessa delle ostriche (Die Austernprinzessin), regia di Ernst Lubitsch (1919)
- Flimmersterne, regia di Hans Neumann (1919)
- Keimendes Leben, Teil 2, regia di Georg Jacoby (1919)
- Das Mädchen aus der Ackerstraße - 1. Teil, regia di Reinhold Schünzel (1920)
- Kri-Kri, die Herzogin von Tarabac, regia di Frederic Zelnik (1920)
- Kakadu und Kiebitz, regia di Erich Schönfelder (1920)
- Der Staatsanwalt, regia di Paul Otto (1920)
- Die Kwannon von Okadera, regia di Carl Froelich (1920)
- Die rote Katze, regia di Erich Schönfelder (1920)
- Amleto, regia di Svend Gade e Heinz Schall (1921)
- Die Liebschaften des Hektor Dalmore, regia di Richard Oswald (1921)
- Hazard, regia di Frederik Larsen (1921)
- Das Spiel mit dem Feuer
- Der ewige Kampf, regia di Paul Ludwig Stein (1921)
- Papa kann's nicht lassen, regia di Erich Schönfelder (1921)
- Könnyved, der große Unbekannte, regia di Frederik Larsen (1922)
- C.d.E., regia di Rolf Petersen (1922)
- Das Mädel mit der Maske, regia di Victor Janson (1922)
- Il dottor Mabuse (Dr. Mabuse, der Spieler - Ein Bild der Zeit), regia di Fritz Lang (1922)
- Sodoms Ende, regia di Felix Basch (1922)
- Il buono a nulla (Der Taugenichts), regia di Carl Froelich (1922)
- Miss Rockefeller filmt, regia di Erich Schönfelder (1922)
- Der blinde Passagier, regia di Victor Janson (1922)
- Die Flucht in die Ehe. Der große Flirt, regia di Artur Retzbach (1922)
- Lola Montez, die Tänzerin des Königs, regia di Willi Wolff (1922)
- Wem nie durch Liebe Leid geschah!, regia di Heinz Schall (1922)
- Maciste e la figlia del re dell'argento, regia di Luigi Romano Borgnetto (1922)
- Gespenster, regia di Carl Heinz Boese (1922)
- Die Fürstin der Ozeanwerft, regia di Wolfgang Neff (1922)
- Das Milliardensouper, regia di Victor Janson (1923)
- Fridericus Rex - 3. Teil: Sanssouci, regia di Arzén von Cserépy (1923)
- Das Weib auf dem Panther, regia di Alfred Halm (1923)
- Die Fledermaus, regia di Max Mack (1923)
- Der rote Reiter
- Die brennende Kugel, regia di Otto Rippert (1923)
- Muz bez srdce, regia di Josef Hornák, Franz W. Koebner (1923)
- Die große Unbekannte, regia di Willi Wolff (1924)
- Nanon, regia di Hanns Schwarz (1924)
- Colibri, regia di Victor Janson (1924)
- Die Radio Heirat, regia di Wilhelm Prager (1924)
- Ein Traum vom Glück, regia di Paul L. Stein (1924)
- Königsliebchen, regia di Heinz Schall (1924)
- Der gestohlene Professor, regia di Emil Justitz (1924)
- Die Kleine aus der Konfektion, regia di Maurice Turner (Wolfgang Neff) (1925)
- Luxusweibchen, regia di Erich Schönfelder (1925)
- Blitzzug der Liebe, regia di Johannes Guter (1925)
- Liebe und Trompetenblasen, regia di Richard Eichberg (1925)
- Das alte Ballhaus - 1. Teil, regia di Wolfgang Neff (1925)
- Das alte Ballhaus - 2. Teil, regia di Wolfgang Neff (1925)
- Der Farmer aus Texas, regia di Joe May (1925)
- ...und es lockt ein Ruf aus sündiger Welt, regia di Carl Boese (1925)
- Il ballerino di mia moglie (Der Tänzer meiner Frau), regia di Alexander Korda (1925)
- Die unberührte Frau, regia di Constantin J. David (1925)
- Das Mädchen mit der Protektion, regia di Max Mack (1925)
- Die Kleine vom Bummel, regia di Richard Eichberg (1925)
- Manon Lescaut, regia di Arthur Robison (1926)
- Herrn Filip Collins Abenteuer, regia di Johannes Guter (1926)
- Menschen untereinander, regia di Gerhard Lamprecht (1926)
- Prinzessin Trulala, regia di Erich Schönfelder (1926)
- Die Fürstin der Riviera, regia di Géza von Bolváry (1926)
- An der schönen blauen Donau, regia di Frederic Zelnik (1926)
- Annemarie und ihr Ulan, regia di Erich Eriksen (1926)
- Der Feldherrnhügel, regia di Hans-Otto Löwenstein e Erich Schönfelder (1926)
- Die keusche Susanne
- Die Geliebte, regia di Robert Wiene (1927)
- Durchlaucht Radieschen, regia di Richard Eichberg (1927)
- Die tolle Lola, regia di Richard Eichberg (1927)
- Die selige Exzellenz, regia di Adolf E. Licho, Wilhelm Thiele (1927)
- Das Heiratsnest, regia di Rudolf Walther-Fein (1927)
- Der Fürst von Pappenheim, regia di Richard Eichberg (1927)
- Das Schicksal einer Nacht, regia di Erich Schönfelder (1927)
- Il diamante dello Zar (Der Orlow), regia di Jacob Fleck e Luise Fleck (1927)
- Der Bettelstudent, regia di Jacob Fleck, Luise Fleck (1927)}
- Mikosch rückt ein, regia di Rolf Randolf (1928)
- La storia di una piccola parigina, regia di Augusto Genina (1928)
- Die Geliebte seiner Hoheit, regia di Jacob Fleck e Luise Fleck (1928)
- Dragonerliebchen, regia di Rudolf Walther-Fein (1928)
- Parisiskor, regia di Gustaf Molander (1928)
- Es zogen drei Burschen, regia di Carl Wilhelm (1928)
- Scampolo, regia di Augusto Genina (1928)
- Majestät schneidet Bubiköpfe, regia di Ragnar Hyltén-Cavallius (1928)
- Liebeskarneval, regia di Augusto Genina (1928)
- Die beiden Seehunde, regia di Max Neufeld (1928)
- Serenissimus und die letzte Jungfrau, regia di Leo Mittler (1928)
- Heiratsfieber, regia di Rudolf Walther-Fein (1928)
- Der Faschingsprinz, regia di Rudolf Walther-Fein (1928)
- Liebe in Mai, regia di Robert Wohlmuth (1928)
- Der Mann mit dem Laubfrosch, regia di Gerhard Lamprecht (1929)
- La principessa del circo (Die Zirkusprinzessin), regia di Victor Janson (1929)
- Sündig und süß, regia di Carl Lamac (1929)
- Das verschwundene Testamant, regia di Rolf Randolf (1929)
- Der schwarze Domino, regia di Victor Janson (1929)
- Meine Schwester und ich, regia di Manfred Noa (1929)
- Was ist los mit Nanette?, regia di Holger-Madsen (1929)
- Walzer d'amore (Liebeswalzer), regia di Wilhelm Thiele (1930)
- Baldoria (Delikatessen), regia di Géza von Bolváry (1930)
- Der Detektiv des Kaisers, regia di Carl Boese (1930)
- The Love Waltz, regia di Wilhelm Thiele (1930)
- Il capitano di corvetta (Der Korvettenkapitän), regia di Rudolf Walther-Fein (1930)
- Olympia
- Er oder ich, regia di Harry Piel (1930)
- Zapfenstreich am Rhein, regia di Jaap Speyer (1930)
- Anna Christie, regia di Jacques Feyder (1930)
- Aschermittwoch, regia di Johannes Meyer (1931)
- Liebe auf Befehl, regia di Ernst L. Frank, Johannes Riemann (1931)
- In Wien hab' ich einmal ein Mädel geliebt, regia di Erich Schönfelder (1931)
- Schatten der Unterwelt, regia di Harry Piel (1931)
- Das Geheimnis der roten Katze, regia di Erich Schönfelder (1931)
- Il marito di mia moglie (Der Storch streikt), regia di E.W. Emo (1931)
- Die Schlacht von Bademünde, regia di Philipp Lothar Mayring (1931)
- So lang' noch ein Walzer vom Strauß erklingt, regia di Conrad Wiene (1931)
- Mamsell Nitouche, regia di Carl Lamac (1931)
- Die Fledermaus, regia di Carl Lamac (1931)
- Ombres des bas fonds, regia di Harry Piel (1931)
- Durchlaucht amüsiert sich
- Man braucht kein Geld, regia di Carl Boese (1932)
- Die Vier vom Bob 13, regia di Johannes Guter (1932)
- La contessa di Montecristo (Die Gräfin von Monte-Christo), regia di Karl Hartl (1932)
- Ein Prinz verliebt sich, regia di Conrad Wiene (1932)
- Die Tänzerin von Sans Souci, regia di Frederic Zelnik (1932)
- Liebe in Uniform, regia di Georg Jacoby (1932)
- Il sogno di Schönbrunn (Traum von Schönbrunn), regia di Johannes Meyer (1932)
- Glück über Nacht, regia di Max Neufeld (1932)
- Il fiore delle Haway (Die Blume von Hawaii), regia di Richard Oswald (1933)
- Die kleine Schwindlerin, regia di Johannes Meyer (1933)
- Aspetto una signora (Ein Lied für dich), regia di Joe May (1933)
- Heimat am Rhein, regia di Fred Sauer (1933)
- Ist mein Mann nicht fabelhaft?, regia di Georg Jacoby (1933)
- Hochzeit am Wolfgangsee, regia di Hans Behrendt (1933)
- Der Page vom Dalmasse-Hotel, regia di Victor Janson (1933)
- Die verlorene Melodie, regia di Walter Brügmann (1933)
- Volldampf voraus!, regia di Carl Froelich (1934)
- Einmal eine große Dame sein, regia di Gerhard Lamprecht (1934)
- Pipin, der Kurze, regia di Carl Heinz Wolff (1934)
- Der Meisterboxer, regia di Fred Sauer (1934)
- Die Czardasfürstin, regia di Georg Jacoby (1934)
- Musica nel cuore (Musik im Blut), regia di Erich Waschneck (1934)
- Rosen aus dem Süden, regia di Walter Janssen (1934)
- Le luci della ribalta (Eine Frau, die weiß, was sie will), regia di Victor Janson (1934)
- La donna amata (Der letzte Walzer), regia di Georg Jacoby (1934)
- Regina (Regine), regia di Erich Waschneck (1935)
- Peter, Paul und Nanette, regia di Erich Engels (1935)
- Mein Leben für Maria Isabell, regia di Erich Waschneck (1935)
- Winternachtstraum
- Serata di gala al circo Peter (Artisten), regia di Harry Piel (1935)
- Lärm um Weidemann, regia di J.A. Hübler-Kahla (1935)
- Emma III, regia di Rolf Randolf (1935)
- Il prigioniero del re (Der gefangene des Königs), regia di Carl Boese (1935)
- L'ultimo arrivato (Der Außenseiter), regia di Hans Deppe (1935)
- Tigre reale (Königstiger), regia di Rolf Randolf (1935)
- Il piccolo conte (Der junge Graf), regia di Carl Lamac (1935)
- Der verkannte Lebemann, regia di Carl Boese (1936)
- Drei Mäderl um Schubert, regia di E.W. Emo (1936)
- Canto d'amore (Mädchen in Weiß), regia di Victor Janson (1936)
- Ein Hochzeitstraum, regia di Erich Engel (1936)
- Eine Frau ohne Bedeutung, regia di Hans Steinhoff (1936)
- Hummel - Hummel, regia di Alwin Elling (1936)
- Der lustige Witwenball, regia di Alwin Elling (1936)
- Die göttliche Jette, regia di Erich Waschneck (1937)
- Sherlock Holmes (Der Mann, der Sherlock Holmes war), regia di Karl Hartl (1937)
- L'ombra dell'altra (Serenade), regia di Willi Forst (1937)
- Schüsse in Kabine 7, regia di Carl Boese (1938)
- Der unmögliche Herr Pitt, regia di Harry Piel (1938)
- Fortsetzung folgt, regia di Paul Martin (1938)
- Mia moglie si diverte, regia di Paul Verhoven (1938) anche versione tedesca, Unsere kleine Frau
- Amore all'americana (Verliebtes Abenteuer), regia di Hans H. Zerlett (1938)
- Über alles die Treue, regia di Victor Janson (1939)
- Ziel in den Wolken, regia di Wolfgang Liebeneiner (1939)
- Treno di lusso (Salonwagen E 417), regia di Paul Verhoeven (1939)
- Cuori in fiamme (Frau am Steuer), regia di Paul Martin (1939)
- Das Ekel
- Il sogno di Butterfly, regia di Carmine Gallone (1939)
- Sotto la maschera (Verdacht auf Ursula), regia di Karl Heinz Martin (1939)
- Rosemarie will nicht mehr lügen, regia di Arthur Maria Rabenalt (1939)
- La contessa e il guardiacaccia (Leidenschaft), regia di Walter Janssen (1940)
- Liebesschule, regia di Karl Georg Külb (1940)
- Der Herr im Haus, regia di Heinz Helbig (1940)
- Cuor di regina (Das Herz der Königin), regia di Carl Froelich (1940)
- Bismarck, regia di Wolfgang Liebeneiner (1940)
- Der Kleinstadtpoet, regia di Josef von Báky (1940)
- Die Entlassung, regia di Wolfgang Liebeneiner (1942)
- Il barone di Münchhausen (Münchhausen), regia di Josef von Báky (1943)
- Dono di primavera (Altes Herz wird wieder jung), regia di Erich Engel (1943)
- Akrobat Schööön!, regia di Wolfgang Staudte (1943)